# مقاطعة ماجيموريه

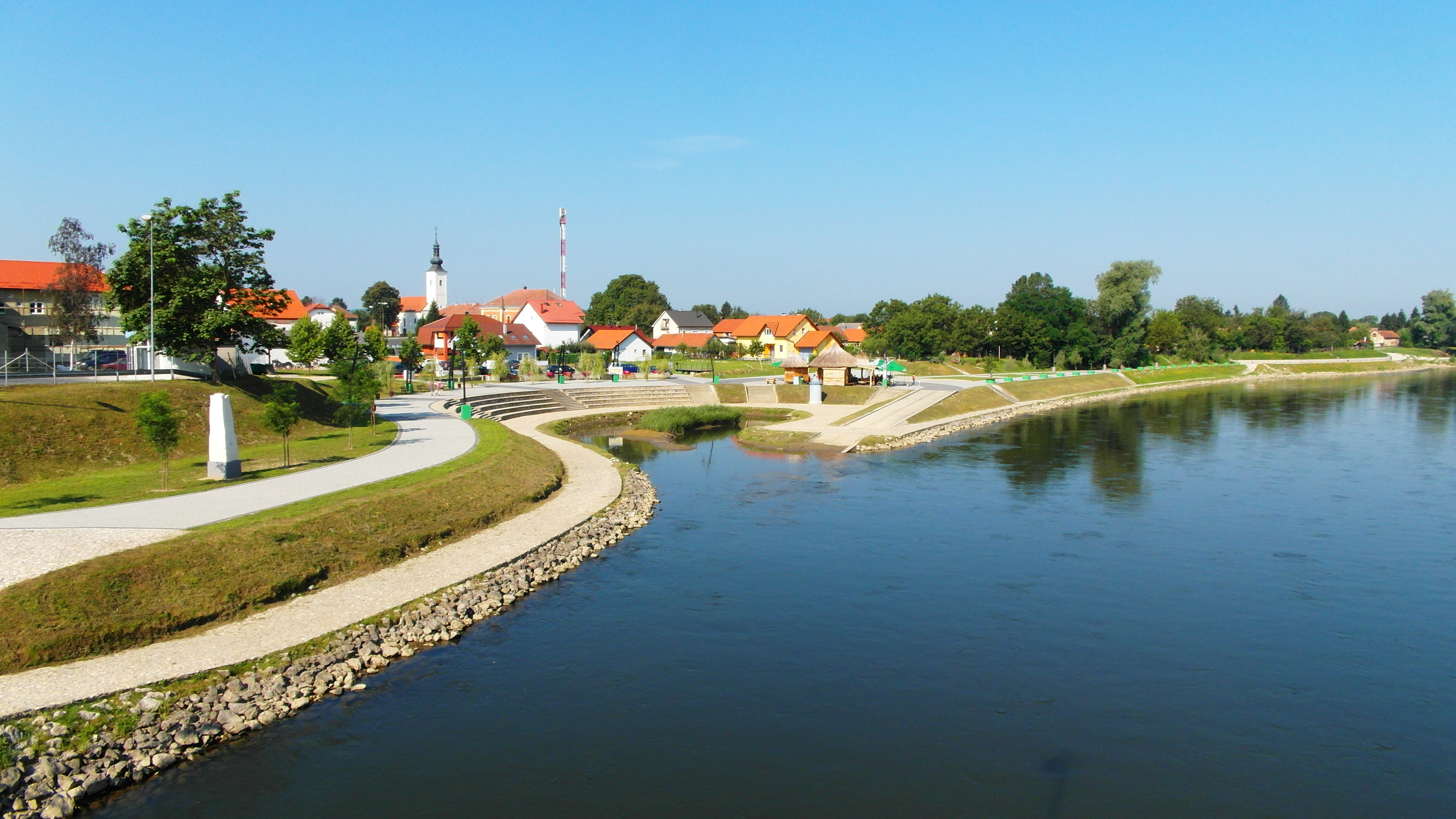
نهر مورا أو مور المار بمقاطعة ماجيموريه

مقاطعة ماجيموريه (بالكرواتية: Međimurska županija, بالمجرية: Muraköz megye, بالسلوفينية: Medžimurska županija, بالألمانية: Murinsel) هي إحدى مقاطعات كرواتيا وتقع في أقصى شمال البلاد، وتحتضن إقليم ماجيموريه التاريخي والجغرافي. مركزها مدينة تشاكوفيتش وهي أكبر مدينة في المقاطعة. بالرغم من أنها أصغر مقاطعات كرواتيا مساحة، إلا أنها أكثر مقاطعات كرواتيا كثافة سكانية.
تحد مقاطعة ماجيموريه سلوفينيا من الشمال الغربي والمجر من الغرب، وتفصلها سلوفينيا عن النمسا بمسافة 30 كم. تقع بعض منحدرات وسفوح جبال الألب إلى الشمال الغربي من المقاطعة، مما يجعلها مناسبة لزراعة كروم العنب. في الجهة الجنوبية الشرقية للمقاطعة يقع حوض بانونيا الرسوبي, الذي يشكل منطقة مناسبة للزراعة، حيث تزرع الذرة والحبوب والبطاطس وبساتين التفاح. تحتوي المقاطعة في جنوبها على محطتين للطاقة الكهرمائية على طول نهر درافا.

## معرض صور

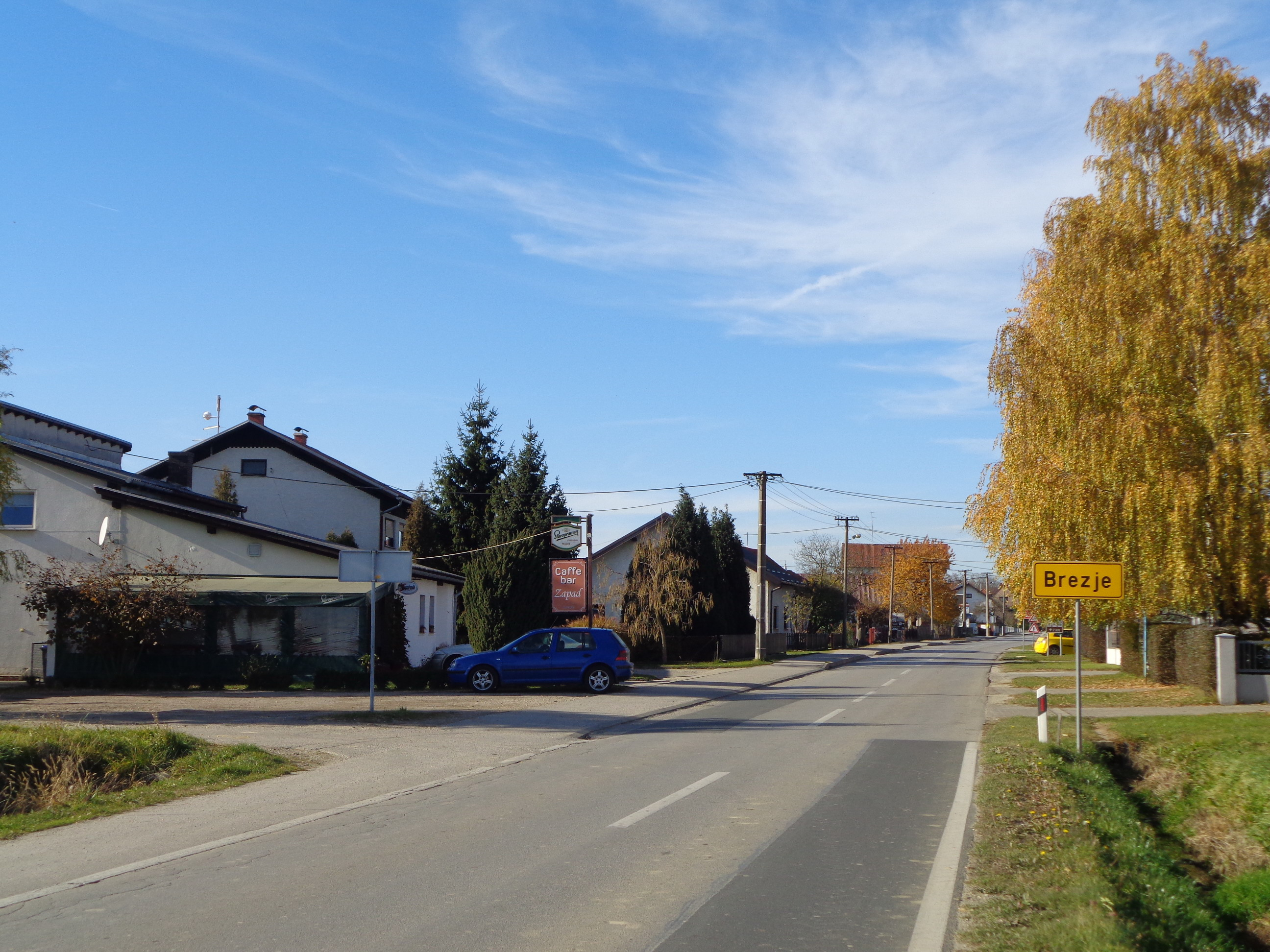
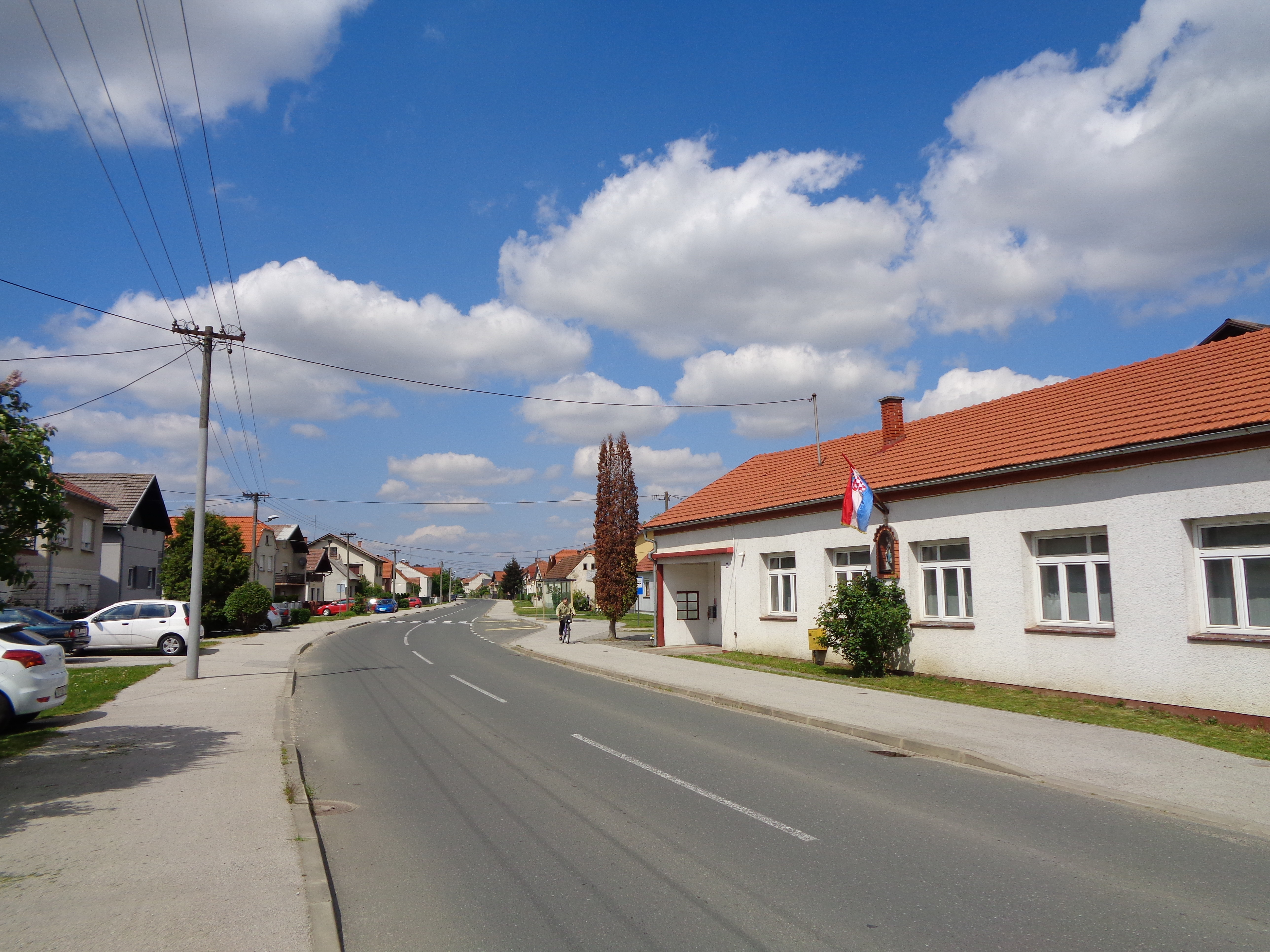
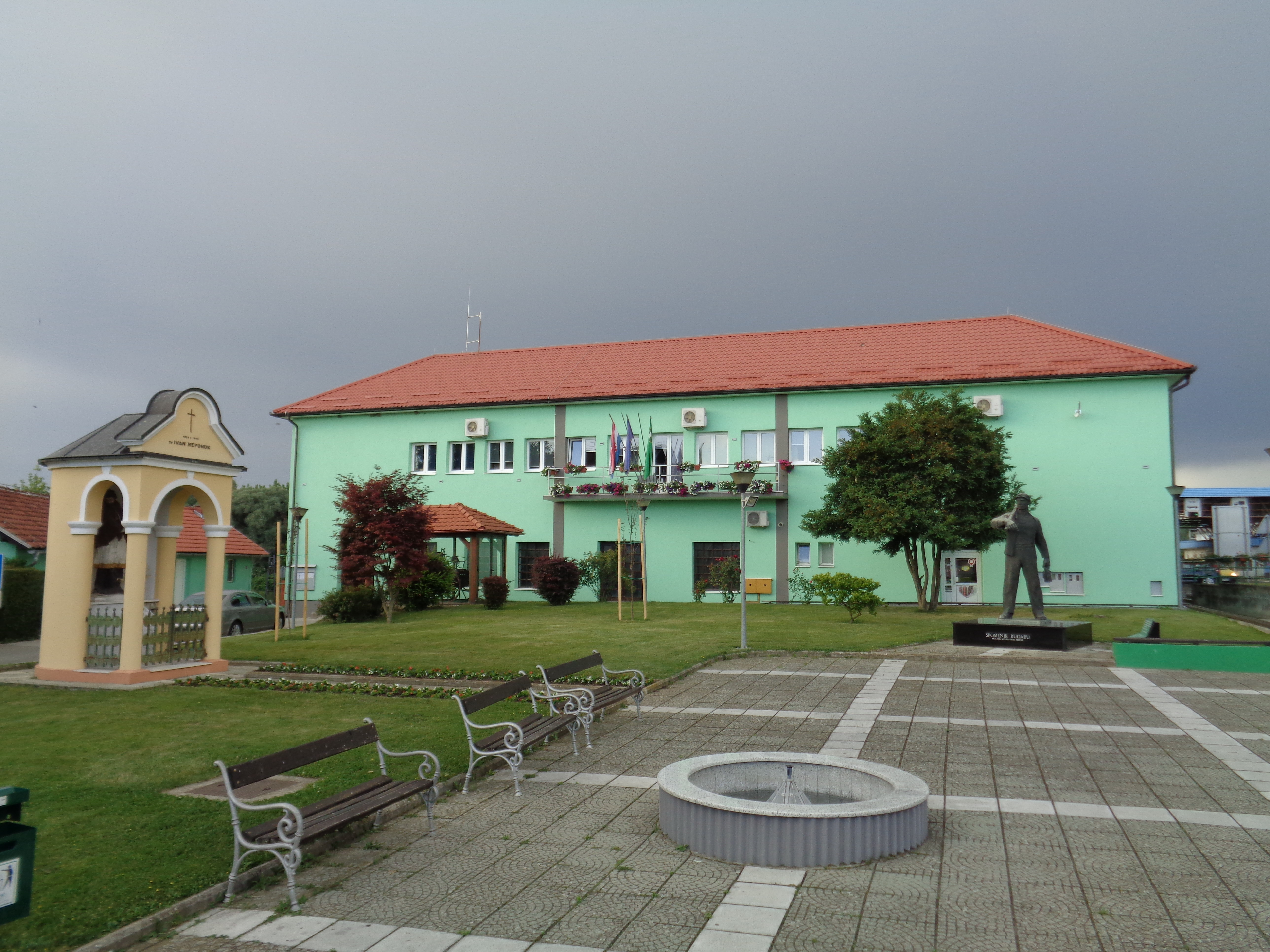
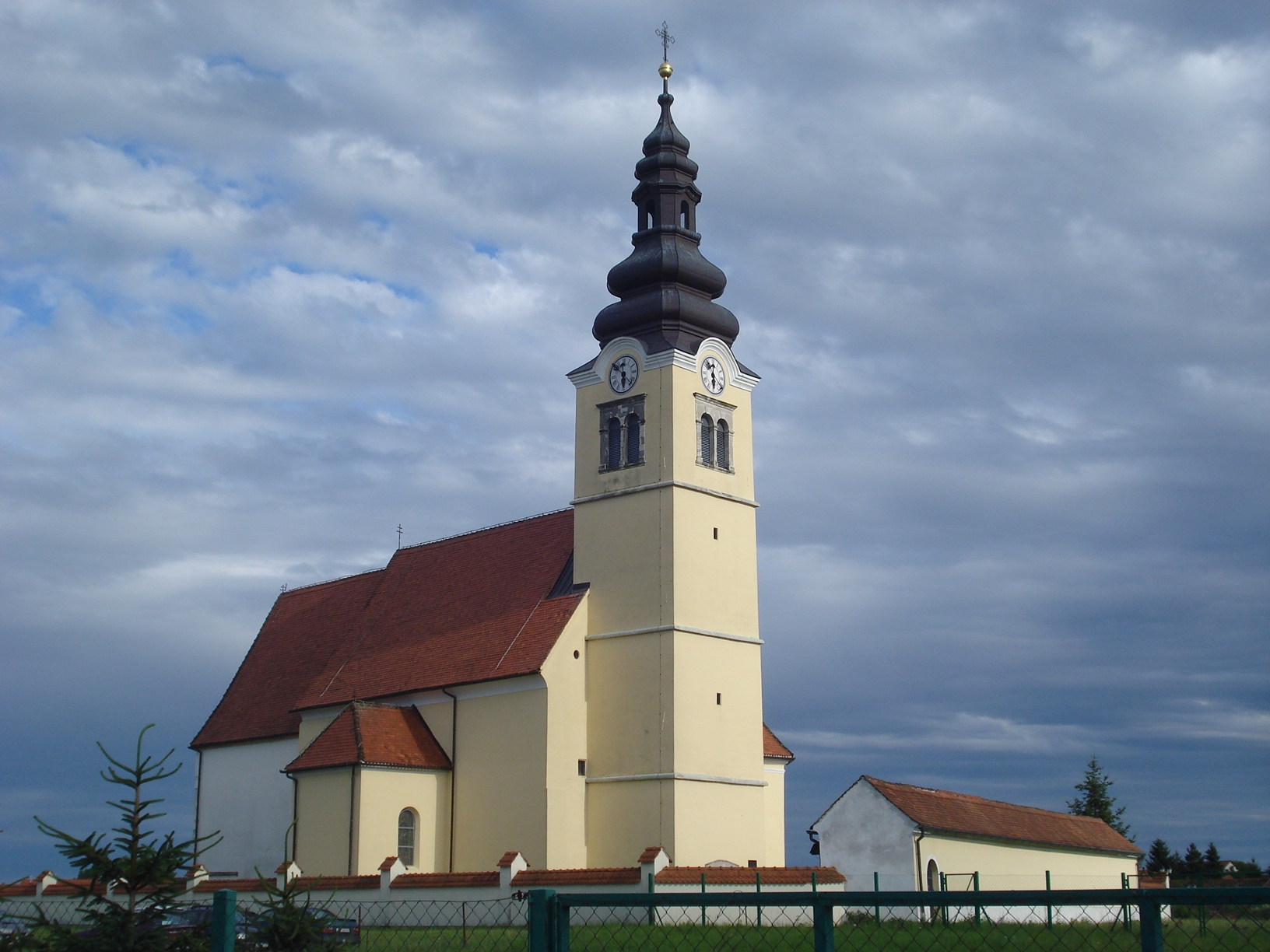
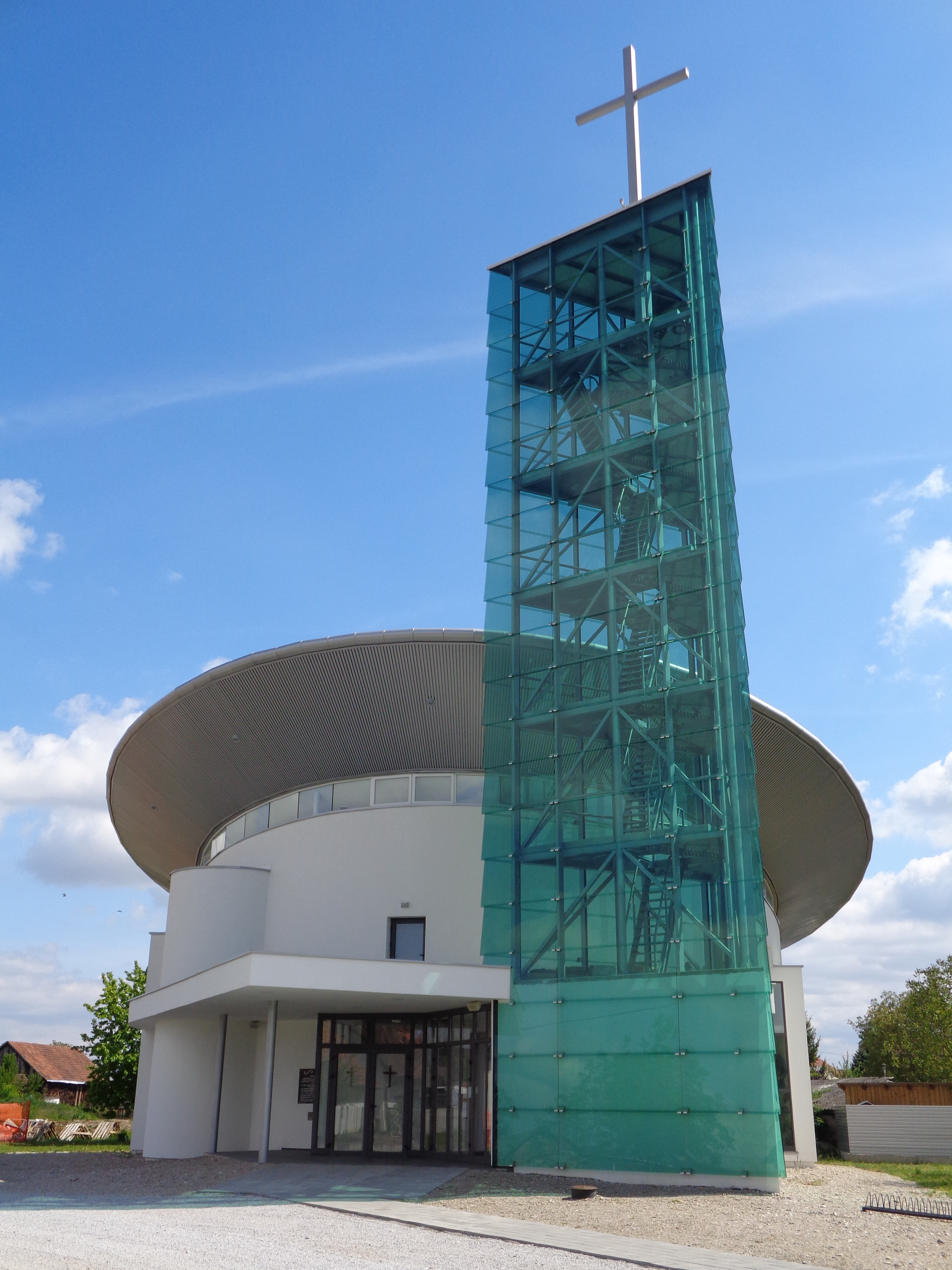
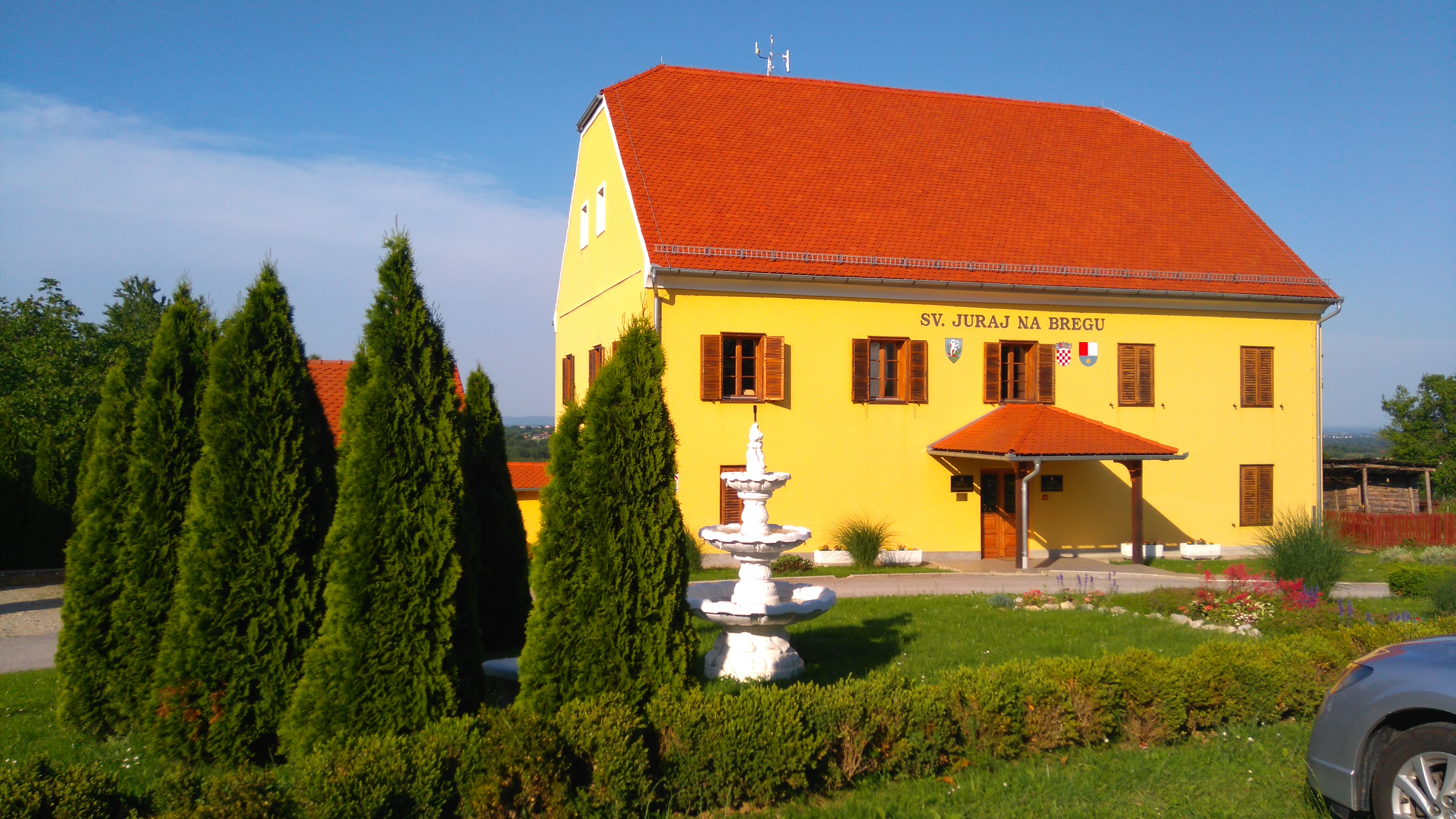